# Reserva natural estricta de Bòrdjomi
La Reserva natural estricta de Bòrdjomi (georgià: ბორჯომის ნაკრძალი) és una àrea protegida del municipi de Bòrdjomi, regió de Samtskhé-Djavakheti, a Geòrgia.

L'arbre més alt de la regió: l'avet del Caucas (Abies nordmanniana) creix a la zona protegida i pot superar els 50 m d'alçada. Pot ser encara més alt en altres llocs amb més humitat al Caucas occidental i Abkhàzia. El roure de fulla gran (Quercus petraea), el carpinus oriental (Carpinus orientalis) i el pi roig (Pinus sylvestris) creixen predominantment als vessants secs del sud. La zona forestal més alta ocupada principalment per bedolls pubescents llenyosos (Betula pubescens) i la moixera de guilla (Sorbus aucuparia). El sòl del bosc és força clar.
L'hàbitat de la rara salamandra caucàsica (Mertensiella caucasica) està protegit a la reserva natural estricta de Bòrdjomi.